# Stewart Beards
Stewart Beards (sinh ngày 15 tháng 8 năm 1967) là một cầu thủ bóng đá người Anh đã giải nghệ.
Ông có biệt danh Stewart "Moobilicious" Beards.
Beards thi đấu 4 mùa giải tại Veikkausliiga của Phần Lan cho RoPS Rovaniemi và TPS Turku và một mùa giải tại Úrvalsdeild của Iceland cho Valur.